# Antonín Pyšek
Antonín Pyšek (10. února 1929, Plzeň – 2. ledna 2002, Vroutek) byl český botanik a odborník na ruderální a synantropní flóru a fytoindikaci znečištění podzemních vod.

## Život a dílo
Antonín Pyšek se narodil 10. února 1929 v Plzni.
Po absolvování gymnázia v Klatovech vystudoval Přírodovědeckou fakultu UK (obor přírodopis-chemie, 1948-1952), po vojenské základní službě učil tři roky na jedenáctileté střední škole v Podbořanech, další tři roky zastával funkci metodika biologie, chemie a prací na školním pozemku na KNV v Karlových Varech. V r. 1960 nastoupil jako odborný asistent botaniky na Pedagogický institut tamtéž a setrval zde do r. 1965 jako vedoucí katedry přírodních věd a proděkan pro interní studium.
Odtud přešel na pozici odborného asistenta botaniky na Pedagogickou fakultu v Plzni (nyní součást Západočeské univerzity v Plzni), kde přednášel botaniku a fyziologii rostlin a založil tzv. ruderální školu, která se zabývala systematickým výzkumem ruderální flóry. Vychoval řadu absolventů učitelského směru biologie. V roce 1974 musel z politických důvodů fakultu opustit a začal pracovat v podniku s názvem Stavební geologie jako výzkumný pracovník v úseku ochrany podzemních vod. Spolu se svým synem, Petrem Pyškem, který se k němu připojil v roce 1982, se zabývali fytoindikací úniků ropných uhlovodíků a dalších znečišťujích látek v podzemních vodách. Věnovali se přitom i výzkumu invazních rostlin, analyzovali šíření invazního bolševníku velkolepého.
V roce 1974 získal akademický titul RNDr. na Přírodovědecké fakultě UK v Praze, r. 1979 vědeckou hodnost CSc. na Botanickém ústavu ČSAV v Průhonicích obhájením kandidátské disertační práce Ruderální vegetace Velké Plzně. Zabýval se studiem rodů Chenopodium, Atriplex, Reynoutria, Rosa, Aster. V roce 1989 odešel do důchodu, který trávil ve Vroutku u Podbořan, po revoluci v roce 1990 se však na Západočeskou univerzitu v Plzní vrátil vyučovat botaniku a obnovil tamní „plzeňskou ruderální školu". 
Za svůj život publikoval více než 200 odborných článků, několik z nich v impaktových časopisech (bibliografie viz ). Byl jednou z vůdčích osobností fytocenologického výzkumu ruderální vegetace v České republice a průkopníkem indikace znečištění podzemních vod pomocí rostlin.
Většinu života aktivně působil v Západočeské pobočce Československé (a později České) botanické společnosti, kterou 7. října 1962 v sídle plzeňské botanické zahrady na Lochotíně spoluzakládal (již předtím byl členem celostátní České botanické společnosti) a v následujících čtyřiceti letech zde působil působil jako předseda, jednatel, člen výboru a člen redakce pobočkového Zpravodaje Vedl též celostátní sekci pro synantropní botaniku Československé (a později České) botanické společnosti.
Jeho syn Petr Pyšek se rovněž věnuje botanice.

## Ocenění
V roce 1998 byl zvolen čestným členem České botanické společnosti a byla mu udělena pamětní medaile Západočeské univerzity v Plzni.

## Posmrtná připomínka
V obci Vroutek stojí památná lípa kavkazská (Tilia dasystyla), která od roku 2003 nese jeho jméno (Lípa doc. Antonína Pyška) a o jejíž ochranu se zasadil.